# Paul Ferdinand Schmidt
Pour les articles homonymes, voir Schmidt.
Paul Ferdinand Schmidt (né en 1878 à Goldap, Prusse-Orientale et mort en 1955 à Siegsdorf, Haute-Bavière) est un historien de l'art, galeriste et critique d'art allemand qui se fait un nom en établissant l'art moderne en Allemagne.

## Biographie
Schmidt commence des études de droit, mais passe ensuite à l'histoire de l'art, qu'il étudie à Munich et à Paris. Avec Georg Dehio à Strasbourg, il fait son doctorat sur l'église de l'abbaye de Maulbronn et est stagiaire aux musées de Berlin, à la bibliothèque d'art et au musée Empereur-Frédéric. Il devient ensuite responsable des collections d'art de la ville de Magdebourg, où il ne peut pas mettre en pratique son idée de collectionner l'art et démissionne rapidement. À Magdebourg, l'architecte Heinrich Tessenow construit pour lui la maison du Loup (de).
En 1908, Schmidt a son premier contact avec les artistes de Die Brücke et devient un membre passif, c'est-à-dire de soutien, de l'association des artistes. En octobre 1912, il ouvre une concession d'art à Munich, où il expose pour la première fois à Munich des œuvres d'Ernst Ludwig Kirchner et d'Emil Nolde, entre autres. Par l'intermédiaire de Fritz Wichert à Mannheim, il est engagé pour l'enseignement artistique à l'École technique d'Offenbach (de). Avec le début de la Première Guerre mondiale, l'enseignement est interrompu et Schmidt doit se contenter de faire des visites guidées jusqu'à ce qu'il soit lui-même mobilisé.
En 1919, il devient directeur de l'art moderne au musée de la ville de Dresde (de). Sa politique d'achat progressiste lui vaut d'être licencié en 1924 à l'instigation des milieux réactionnaires. Schmidt s'installe à Berlin en 1924 et rejoint l'Erich Reiss Verlag, auquel il attache une concession d'art. John Schikowski (de) l'engage alors pour la couverture artistique actuelle du Vorwärts, car Schikowski veut se limiter à la littérature, au théâtre et à la danse.
Malgré son attitude politiquement de gauche, probablement proche du SPD, Schmidt est l'un des spécialistes de l'art et des publicistes après la « prise du pouvoir » des nationaux-socialistes qui tentent de continuer à offrir un forum à l'art moderne et en particulier à l'expressionnisme. Il publie – entre autres sous le pseudonyme « F. Paul » – une série d'essais dans le magazine Kunst der Nation, notamment sur August Macke et Emil Nolde. Mais celle-ci prend fin dès 1935, certainement aussi parce que la politique culturelle nazie est désormais clairement orientée vers l'interdiction de cet art.
Dans les années 1940, Schmidt s'enfuit dans le sud de l'Allemagne pour échapper à la tourmente de la guerre. Bien que Schmidt puisse être considéré comme l'un des pionniers du modernisme avant et après la Première Guerre mondiale, il est aujourd'hui largement tombé dans l'oubli. À partir des années 1910, il est l'un des redécouvreurs de l'art allemand de la première moitié du XIXe siècle. Il considère que la peinture des Nazaréens et l'art du Biedermeier sont remis en valeur par la Nouvelle Objectivité contemporaine.
L'héritage écrit se trouve dans les archives d'art allemandes (de) du Musée national germanique de Nuremberg.

## Portrait
- Peinture d'Otto Dix, 1924, Galerie d'État de Stuttgart

## Travail comme publiciste
Schmidt publie des critiques d'expositions et de littérature dans la section des articles de nombreux quotidiens, tels que : Frankfurter Zeitung, Hamburgischer Correspondent (de), Hannoverscher Kurier (de), Königsberger Allgemeine Zeitung (de), Magdeburgische Zeitung (de), Der Tag (de), Vorwärts
En tant qu'historien de l'art, il préfère le romantisme allemand et la peinture de Biedermeier, qu'il défend contre la « domination étrangère romane » dans l'art. Il considère la période romantique tardive, qu'il a déjà entamée dans les années 1825-1830, comme une période de déclin.
Outre ses livres, il publie régulièrement dans les revues spécialisées et populaires de son temps : Cicerone, Die Horen, Kunst für alle, Deutsche Kunst und Dekoration, Die neue Kunst in Deutschland, Kunstgewerbeblatt, Monatshefte für Kunstwissenschaft, Kunst der Nation, Kunst der Zeit, Kunst und Künstler (de), Das Kunstblatt, Kunstchronik (de), Der Kunstwanderer, Jahrbuch der Jungen Kunste publié par Georg Biermann (de), Leipzig, Monatshefte für Kunstwissenschaft, Der Querschnitt, Sozialistische Monatshefte (de), Das Tage-Buch (de), Velhagen et Klasing Monatshefte, Die Weltbühne, Zeitschrift für bildende Kunst (de) NF.
Après 1945 : Aussaat. Zeitschrift für Kunst und Wissenschaft, Der Kunsthandel (de)
Il écrit de nombreux articles pour Allgemeine Lexikon der bildenden Künst d'Ulrich Thieme et Felix Becker, principalement sur les artistes des XIXe et XXe siècles, y compris Karl Philipp Fohr et Adam Friedrich Oeser.

## Publications
- Maulbronn. Die baugeschichtliche Entwicklung des Klosters im 12. und 13. Jahrhundert und sei Einfluß auf die schwäbische und fränkische Architektur. Straßburg: Heitz 1903.
- Frankfurt am Main. Buchschmuck von L. Pollitzer. Leipzig: Klinkhardt & Biermann: 1906.
- Der Dom zu Magdeburg. Ein kurzer Führer durch seine Architektur, Plastik und dekorative Kunst. Magdeburg: Peters 1911.
- Das Leben des Malers Karl Fohr. Berlin: Furche-Verlag 1918.
- Joseph von Führichs religiöse Kunst. Hrsg. Und mit einer Einführung von Paul Ferdinand Schmidt, Furche Kunstgaben. Berlin: Furche-Verlag 1920.
- Herausgeber: Otto Dix. Radierwerke I und II. Dresden 1921.
- Herausgeber: Künstler der Gegenwart, Buchreihe mit vier Beiträgen. Dresden: R. Kaemmerer Verlag 1921/22.
- Biedermeiermalerei. Zur Geschichte und Geistigkeit der deutschen Malerei in der ersten Hälfte des 19. Jahrhunderts. München: Delphin 1921.
- Gessner. Der Meister der Idylle. Kleine Delphin Kunstbücher, Folge 4.19. München: Delphin 1921.
- Deutsche Malerei um 1800. Band 1: Landschaftsmalerei von 1750-1830. München: Piper 1922.
- Johann Caspar Schneider. Ein Mainzer Maler. Von Elsa Neugarten, nach ihrem Tode hrsg. von Paul Ferdinand Schmidt. Mainz 1922.
- Die Kunst der Gegenwart. Die sechs Bücher der Kunst. Band 6. Berlin-Babelsberg: Akademische Verlagsgesellschaft Athenaion ohne Jahr [1922, Neuauflage 1926]
- Otto Dix. Köln: Neue Kunst ohne Jahr [1923]
- Philipp Otto Runge. Reihe: Deutsche Meister. Leipzig: Insel 1923.
- Die Lukasbrüder. Der Overbecksche Kreis und seine Erneuerung der religiösen Malerei. Berlin: Furche Kunstverlag 1924.
- Alfred Kubin. Mit einer Selbstbiographie des Künstlers. Leipzig: Klinkhardt & Biermann 1924.
- Deutsche Malerei um 1800. Band 2: Bildnis und Komposition vom Rokoko bis zu Cornelius. München: Piper 1928.
- Alfred Kubin. Ausstellungskatalog Moderne Galerie Wertheim, April–Mai. Berlin: Globushaus 1929.
- Emil Nolde. Leipzig: Klinkhardt & Biermann 1929.
- Otto Müller. Das graphische Werk. Ausstellungskatalog Berlin 1931.
- Unsentimentale Reisen. Einundzwanzig Reise-Essays. Wiesentheid, Unterfranken: Droemer 1949.
- Lebenslauf. Ohne Ort (Siegsdorf), ohne Jahr (1953)
- Geschichte der modernen Malerei. Stuttgart: Kohlhammer 1952 (mehrere, erweiterte Auflagen)
- Wanderungen in Deutschland und ein Blick über seine Grenzen. Stuttgart: Kohlhammer 1953.